# Lisa Harvey
Lisa Harvey, född 7 februari 1970, är en friidrottare från Kanada. Hon deltog vid olympiska sommarspelen 1992.